# 나가하마 네루
나가하마 네루(일본어: 長濱 ねる, 1998년 9월 4일 ~ )는 일본의 배우이다. 아이돌 그룹  히라가나 케야키자카46, 케야키자카46의 전 멤버이다.
키는 161cm이며,체중은 50kg이고,혈액형은 O형이다.

## 디스코그래피

### 케야키자카46
- 사일런트 머조리티
- 세상에는 사랑밖에 없어
- 두 사람의 계절
- 불협화음 (노래)
- 바람에 휘날려도
- 유리를 깨라!
- 앰비벌런트
- 검은 양